# Aleksandretta obrożna
Aleksandretta obrożna (Psittacula krameri) – gatunek średniego ptaka z rodziny papug wschodnich (Psittaculidae), zamieszkujący środkową Afrykę i Półwysep Indyjski z Cejlonem. Introdukowany w Ameryce Północnej, na Bliskim i Dalekim Wschodzie i w wielu krajach europejskich, w tym na terenie Polski.

## Taksonomia
Po raz pierwszy gatunek opisał Giovanni Antonio Scopoli w 1769 w dziele Annus I historico-naturalis. Przydzielił mu nazwę gatunkową Psittacus krameri. Opisał go jako zieloną papugę o ogonie długości reszty ciała i z połową dzioba czarną. Holotyp pochodził z Senegalu. Obecnie IOC umieszcza ptaka w rodzaju Psittacula, jednocześnie wyróżniając 4 podgatunki. Taką samą ich liczbę uznają autorzy HBW. Proponowany podgatunek P. krameri centralis, prawdopodobnie z Sudanu, włączono w podgatunek nominatywny, podobnie nie zostało zaakceptowane wyodrębnienie P. krameri fragosa z Radżastanu – osobniki te klasyfikuje się w obrębie podgatunku P. krameri borealis. Epitet gatunkowy krameri nawiązuje do postaci Wilhelma Heinricha Kramera, niemieckiego lekarza i przyrodnika.

## Podgatunki i zasięg występowania
IOC wyróżnia następujące podgatunki:
- P. k. krameri (Scopoli, 1769) – aleksandretta obrożna[8] – południowa Mauretania, Senegal i Gwinea na wschód po południowy Sudan, Sudan Południowy i północną Ugandę[7]
- P. k. parvirostris (Souancé, 1856) – wschodnio-centralny Sudan, północna Etiopia, Erytrea i Dżibuti[7]
- P. k. borealis (Neumann, 1915) – północno-wschodni Afganistan oraz północny i wschodni Pakistan na wschód do północnych Indii, Nepalu i Bangladeszu po Mjanmę i prawdopodobnie południowe Chiny (skrajnie zachodni Junnan)[7]
- P. k. manillensis (Bechstein, 1800) – aleksandretta indyjska[8] – Indie na południe od równoleżnika 20°N oraz Sri Lanka[7]

### Introdukcja
BirdLife International wskazuje wiele miejsc introdukcji. W latach 50. XX w. ptaki tego gatunku wprowadzono do środowiska w szkole rolniczej Mikwe Jisra’el w pobliżu Tel Awiwu w Izraelu. Od tego czasu gatunek stał się inwazyjnym dla tego kraju. Prócz tego w Azji aleksandrettę obrożną wprowadzono do wielu miejsc w Iranie, do wszystkich państw Półwyspu Arabskiego i Japonii. W Australii ptaki można spotkać w okolicy Perth, Adelaidy, Melbourne, Sydney i na południe od Brisbane. W Afryce prócz naturalnego zasięgu P. krameri występuje w Południowej Afryce, Suazi, Lesotho, na Mauritiusie (introdukowana około 1886) i w Egipcie. Populacje egipskie pochodzą od ptaków, które między 1901 a 1908 uciekły z ogrodu zoologicznego w Gizie. Populacje z okolic Durbanu i Sodwana Bay należą do podgatunku P. k. borealis.
W Ameryce Północnej introdukowany na Hawaje, w okolicy Hampton w Wirginii, na Florydzie i w Kalifornii. Doniesienia o ptakach z Florydy pojawiały się w latach 30. XX wieku. Ptaki na Hawajach są potomkami uciekinierów z hodowli; pierwsze zdziczałe ptaki stwierdzano w Honolulu w latach 30. XX wieku.
Do Europy przedstawicieli tego gatunku sprowadzano na przełomie XIX i XX w. jako zwierzę domowe, posiadanie tego egzotycznego gatunku było wówczas modne. Na początku XXI w. na tym kontynencie odnotowano już istnienie 65 populacji o liczebności od kilkudziesięciu do kilku tysięcy osobników. Według stanu z 2013 w Europie populacje tego gatunku stwierdzono co najmniej w 24 państwach, m.in. w Portugalii, Hiszpanii, we Włoszech (także na Sardynii), w Austrii, Niemczech, Holandii, Wielkiej Brytanii (wprowadzone w 1969; inne źródło mówi o pierwszym lęgu już w 1885), Grecji, Francji. Gatunek notowany również w Czechach.
W Polsce stwierdzane są zarówno pojedyncze osobniki (od 2015 w Nysie), jak i niewielkie stada, w tym młode z miejscowych lęgów. Gatunek ten został wciągnięty na Listę awifauny krajowej jako jedyny przedstawiciel papugowych (kategoria C w klasyfikacji AERC), ale w 2023 Komisja Faunistyczna usunęła go z tej listy i przeniosła do aneksu, który obejmuje gatunki stwierdzone w Polsce, lecz nie zaliczone do awifauny krajowej (stwierdzenia zaliczane są odtąd do kategorii E w klasyfikacji AERC).

## Morfologia
Długość ciała wynosi 37–43 cm, z czego 18,6–21 mm przypada na dziób. Skok ma długość około 16 mm. Masa ciała w przedziale 93–160 g. Pozostałe wymiary według podgatunku (w mm):
|                  | krameri | manillensis | parvirostris | borealis |
| ---------------- | ------- | ----------- | ------------ | -------- |
| długość skrzydła | 142–157 | 153–180     | 146–168      | 170–178  |
| długość ogona    | 177–278 | 174–235     | 184–246      | 211–253  |

Większość upierzenia P. krameri przybiera barwę zieloną o żółtym odcieniu. Od dolnej połowy brody, poprzez obszar pod policzkiem po boki szyi ciągnie się czarna półobroża. Pod nią widać cienką, różową linię, rozciągającą się na całą szyję, zaś nad czarnym paskiem przebiega niebieska linia, sięgająca tylnej części głowy. Z wierzchu lotki szarozielone, od spodu szare. Dwie środkowe sterówki niebieskozielone, od spodu ochrowe. U samicy brak niebieskich, różowych i czarnych elementów na głowie, ale może być widoczna szmaragdowa obroża. Górna szczęka koloru ciemnoczerwonego, zakończenie czarne. Młodociane osobniki przypominają samice, ale odróżnia je bardziej żółte upierzenie i brak (lub słabe zaznaczenie) obroży. Młode mają także szarobiałą tęczówkę (dane dla podgatunku nominatywnego).
Przedstawicieli P. k. parvirostris można odróżnić po intensywniejszej zieleni głowy i policzków oraz mniejszym dziobie z większą ilością czerwieni na górnej szczęce. U P. k. borealis spód ciała szarozielony, dziób w całości koralowoczerwony (na dolnej szczęce mogą wystąpić czarne fragmenty); do tego jest to podgatunek większy w porównaniu do P. k. krameri. Ptaki podgatunku P. k. manillensis podobne do P. k. krameri, jednak znacznie ciemniejsze, z przodu głowy więcej zieleni; na piersi i brzuchu upierzenie niebieskawe, górna szczęka czerwona, dolna czarna.

## Ekologia

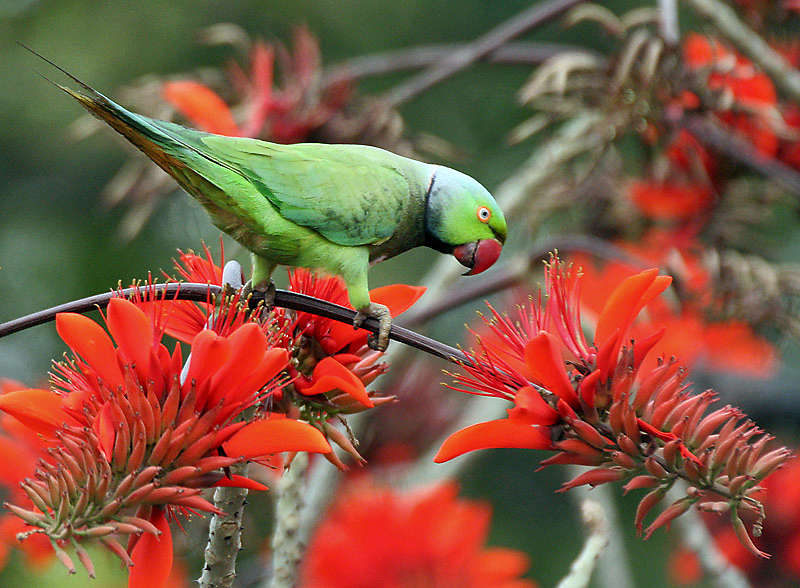
Aleksandretta obrożna na erytrynie zmiennej (Erythrina variegata)

Aleksandretta obrożna nie ma dużych wymagań środowiskowych, występuje w wielu typach siedlisk. Przedstawiciele podgatunku nominatywnego preferują teren porośnięty kolczastymi krzewami. Inne ptaki występują od świetlistych, wilgotnych lasów wtórnych, poprzez lasy nadrzeczne (aluwialne) i namorzyny, po trawiastą sawannę, otwarte obszary rolnicze z porozrzucanymi drzewami, parki oraz ogrody. Zwykle P. krameri występuje na obszarach położonych poniżej 2000 m n.p.m.. Aleksandretty obrożne to wysoce towarzyskie ptaki, tworzą duże, hałaśliwe stada, zwłaszcza poza sezonem lęgowym. Zwykle widywane w grupach nie liczniejszych niż 20–30 osobników, okazjonalnie tworzą stada o liczebności setek lub nawet tysięcy osobników. Nie są lękliwe i przykuwają uwagę obserwatora głośnymi wrzaskami, piskami, także przy wzajemnym czubieniu się. Szeroki zakres wydawanych dźwięków obejmuje także gwizdy. Stada skupiają się wokół źródeł pokarmu, także upraw sorga, prosa i soczewicy. Lot szybki, wysoki, prosty, z gwałtownymi uderzeniami skrzydeł. Niekiedy przedstawiciele P. krameri odpoczywają wraz z przedstawicielami szpakowatych z subkontynentu indyjskiego, krukowatymi lub innymi papugami.

### Pożywienie
W skład diety P. krameri wchodzą zboża, nasiona traw i drzew, owoce, orzechy, kwiaty i nektar. Mike Perrins wymienia (na podstawie co najmniej 5 źródeł) ponad 21 gatunków lub rodzajów roślin, które stanowią pożywienie dla tego gatunku. Aleksandretta obrożna zjada owoce m.in. akacji, Albizzia lebbeck, orzachy podziemnej (Arachis hypogaea), gujawy pospolitej (Psidium guajava), figowca (Ficus), liwistony chińskiej (Livistona chinensis), Melia azedarach, granatowca właściwego (Punica granatum), migdałecznika właściwego (Terminalia catappa), rzepienia (Xanthium), mięsiste owoce kawy arabskiej (Coffea arabica) i papryki (Capsicum). W przypadku takich roślin jak Clerodendrum, Litsea monopetala i Magnifera indica prócz owoców zjada też kwiaty. Stwierdzono także jedzenie wyłącznie kwiatów Erythrina indica, Eucalyptus tereticornis i Tabebuia pallida. Zjada nasiona Cicer arretinum, rzewni skrzypolistnej (Casuarina equisetifolia) i kukurydzy zwyczajnej (Zea mays). Ponadto żeruje na głożynie (Ziziphus), tamaryndowcu indyjskim (Tamarindus indica), baobabie afrykańskim (Adansonia digitata), Psidium cattleianum i Faidherbi albida. Większość papug pomaga sobie głównie lewą nogą podczas żerowania lub innych operacji. U populacji P. krameri introdukowanej w Heidelbergu zaobserwowano, że wśród 184 osobników żerujących na surmii (Catalpa) 102 używało lewej nogi, a 82 prawej. Badacze przygotowali stanowisko z kawałkami jabłek – obserwując manipulujące nimi papugi stwierdzili, że 24 ptaki były wyraźnie lewonożne, zaś 11 było prawonożnych.

### Lęgi

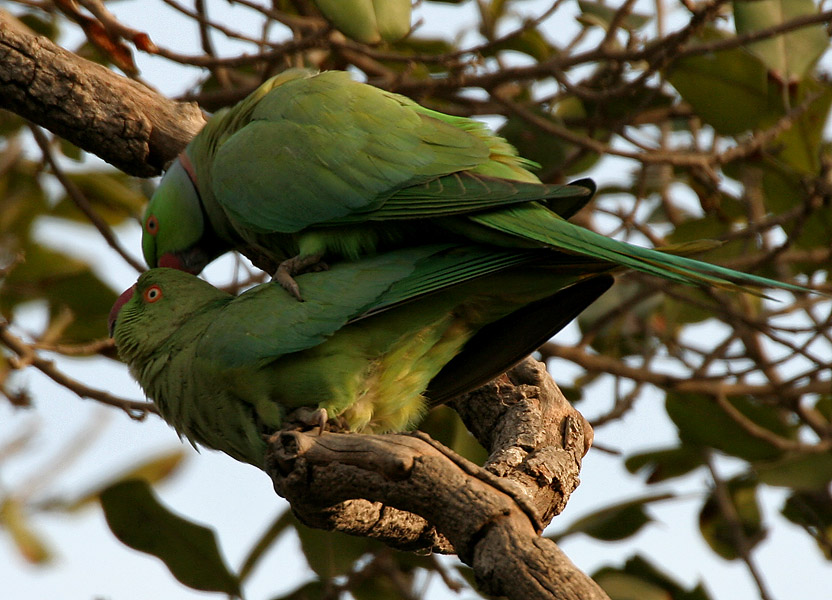
Moment przed lub po kopulacji

Podczas gniazdowania aleksandretty obrożne nie wykazują terytorialności i zakładają niekiedy luźne kolonie. Gniazda są umieszczone wysoko w naturalnej dziupli, powiększonej dziupli sierpodudków, brodaczy (Capitonini) lub dzięciołów, także w szczelinie skalnej lub budynku. W niemieckim regionie Rhein-Neckar stwierdzano dziuple wykute przez dzięcioły duże (Dendrocopos major) w styropianie w izolacji cieplnej budynku. Aleksandretty obrożne potrafią powiększyć je do 1,5 m długości i objętości 40–50 l. W 2001 stwierdzono tam pierwszy przypadek lęgu w takiej nienaturalnej „dziupli”. Okres lęgowy w zachodniej Afryce i na Półwyspie Arabskim trwa od grudnia do maja (w Senegalu: luty–marzec), w Indiach w okresie grudzień–maj, na Cejlonie: listopad–czerwiec.

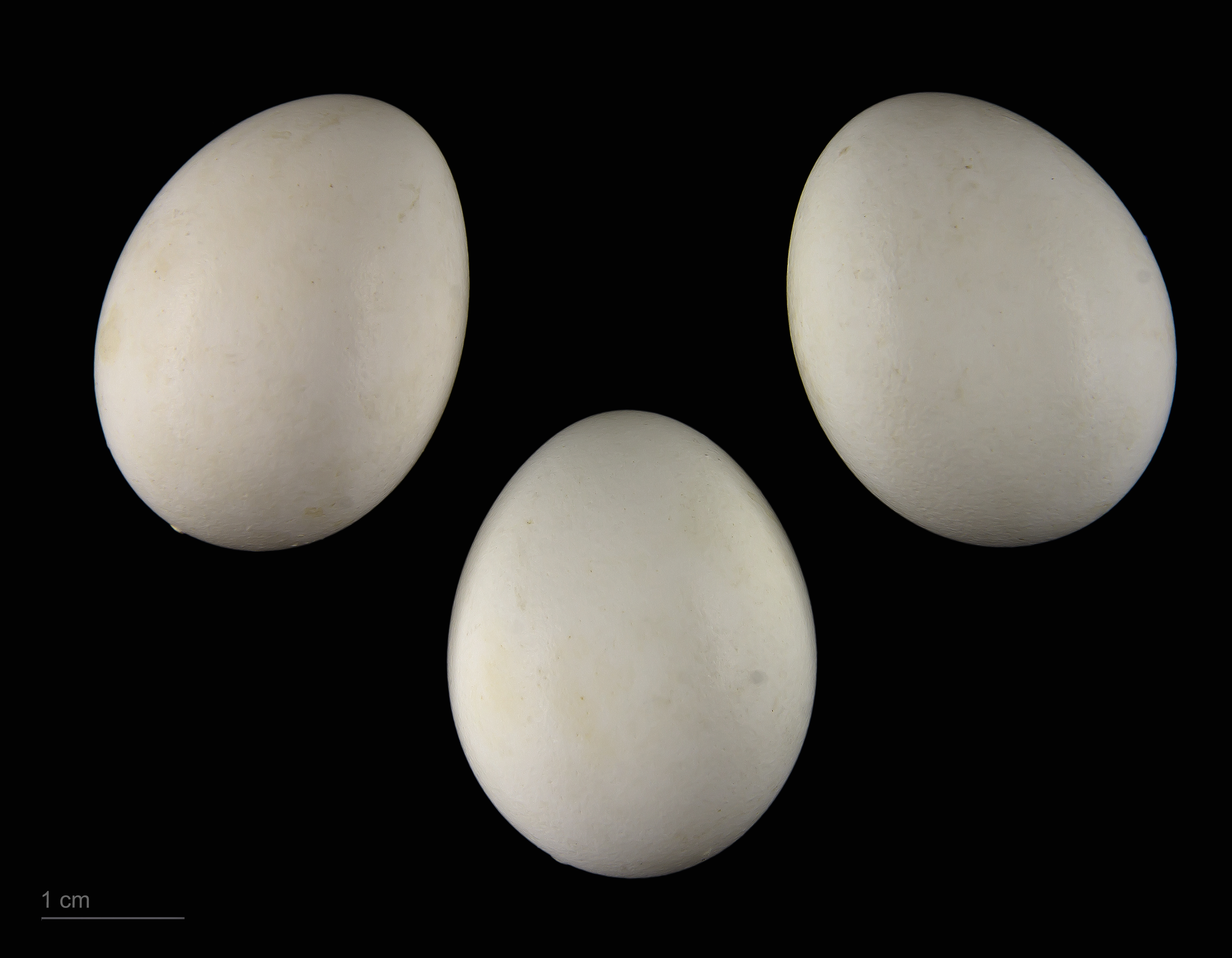
Jaja z kolekcji muzealnej

Popisy u tego gatunku są złożone. Samica głośno szczebiocąc lekko rozkłada skrzydła, rusza głową z boku na bok zataczając półkola i ociera się z samcem dziobami. Samiec dumnie kroczy w jej kierunku, karmi ją zwróconym pokarmem, rozciąga się w górę na całą długość i na zmianę podnosi i opuszcza jedną łapę. Zaloty trwają kilka minut i często następuje po nich kopulacja. W zniesieniu przeważnie 3–4 białe jaja (maksymalnie 6) o wymiarach około 30–24 mm. Asynchronicznie przebiegająca inkubacja trwa 21 do 24 dni. Wysiaduje jedynie samica. Samica rozpoczyna wysiadywanie od złożenia 1. jaja; składa je w 1–2 dniowych odstępach, młode klują się niesynchroniczne. Po wykluciu młode ważą niecałe 6 g (0,2 uncji, dane z niewoli). W wieku 15 dni samice ważą około 79–83 g (dane dla ptaków z Niemiec). Pisklętami w gnieździe zajmują się oba ptaki z pary, ale samica robi to częściej. Młode ptaki po 6–7 tygodniach opuszczają gniazdo. Samce osiągają dorosłe upierzenie dopiero po drugim pełnym pierzeniu, mają wtedy około 3 lata.

## Status i ochrona
Przez IUCN gatunek jest klasyfikowany jako najmniejszej troski (LC, Least Concern) i utrzymuje taką klasyfikację niezmiennie od 1988. Trend zmian liczebności populacji uznany za wzrostowy, całkowita liczebność nieznana. Według danych z 2009 introdukowana populacja w Japonii liczyła wtedy 100–10000 par. BirdLife International szacuje całkowity zasięg występowania na 7,91 mln km². W wydanym w 1997 roku 4. tomie HBW można znaleźć informację, jakoby ten gatunek miał znajdować się w załączniku III CITES, jednak obecnie (2023) aleksandretta obrożna nie figuruje w treści żadnego z załączników CITES.
Na Mauritiusie aleksandretta obrożna stanowi konkurencję wobec aleksandretty krótkosternej (P. echo), zajmując te same stanowiska lęgowe i prawdopodobnie konkurując również o pokarm. Uważana za szkodnika upraw. Ptaki, które w Egipcie uciekły z ogrodu zoologicznego w Gizie, zadomowiły się na jego terenie; stały się szkodnikami i w latach 1916–1919 zabito 127 osobników.

## Hodowla

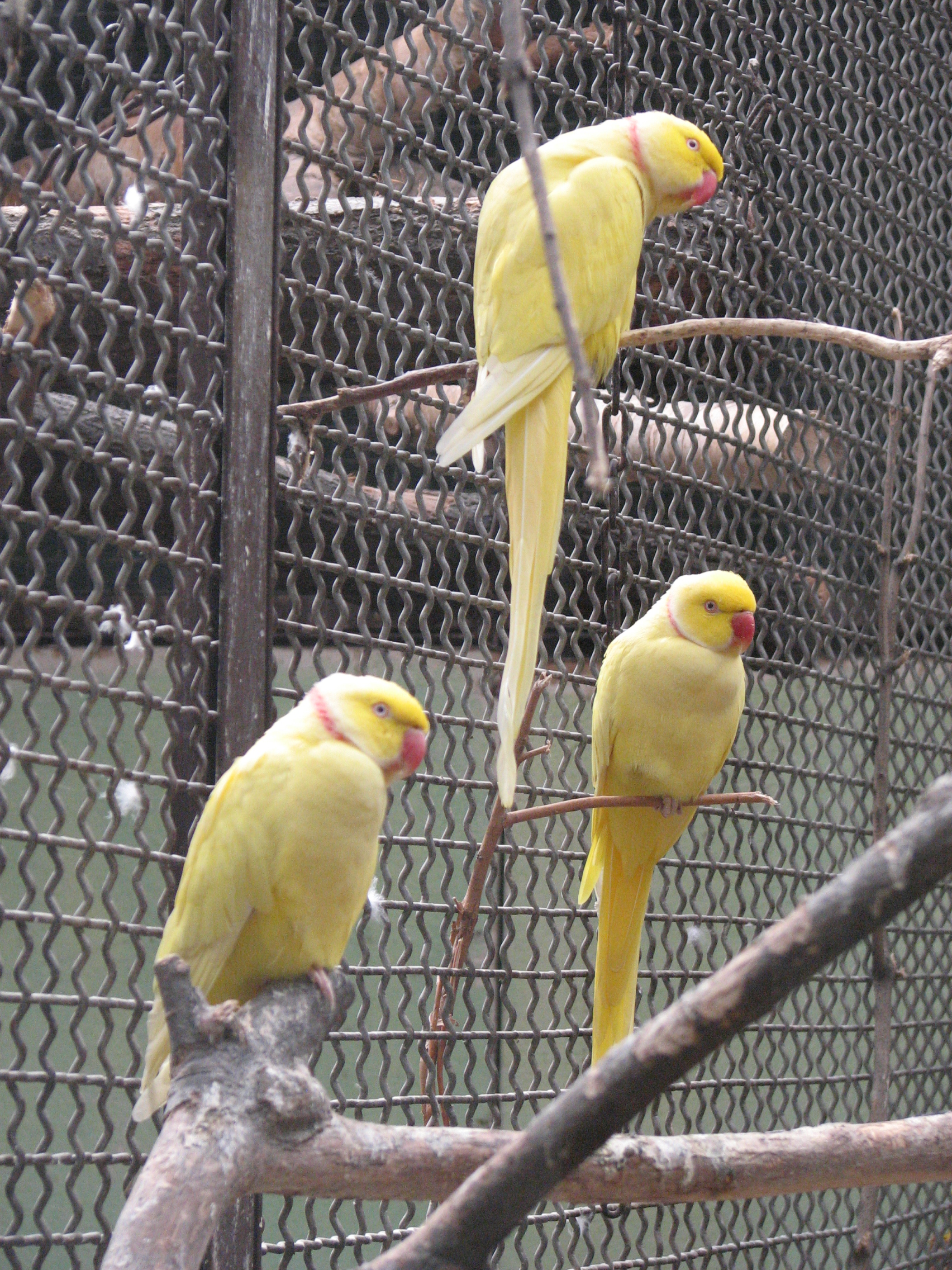
Aleksandretty w chorzowskim zoo

Wyhodowano blisko 20 podstawowych odmian barwnych. Zalicza się do nich m.in. lutino, niebieska, albinos, cleartail (żółta głowa i ogon), fioletowa, ciemnozielona, kobaltowa i szek. Podstawowe odmiany dają możliwość około 200–300 kombinacji. W hodowli aleksandretty obrożne wykazują się inteligencją, przyjaznym i towarzyskim nastawieniem. Zalecanym pokarmem jest mieszanka drobnych ziaren – kanaru, prosa, niewielkich ilości owsa, gryki, krokosza, słonecznika; ponadto kiełki, zielone liście, trawy wraz z nasionami i różnorodne owoce. Można podawać także granulat. Ptaki wymagają drewnianych zabawek, które mogą przeżuwać (oraz świeżych gałęzi), innych zabawek, jak sznurki czy drabinki oraz stanowiska do kąpieli (niektóre papugi wolą być spryskiwane).
Najlepszym stanowiskiem dla P. krameri będzie woliera zewnętrzna o minimalnych wymiarach 2,5 na 1 na 2 m (inne źródło podaje min. długość 4,5 m). W przypadku trzymania większej ilości ptaków na parę powinno przypadać 1,5 m². Minimalna temperatura odpowiednia dla ptaków to 5 °C. Drewniane pudło, służące za miejsce odpoczynku, powinno mieć wymiary około 24 na 24 na 35 cm. Wymiary skrzynki lęgowej to blisko 31 na 31 na 46 cm. W niewoli przeżywa 25–30 lat.